# Zeta Virginis
Zeta Virginis, tradicionalmente conhecida por Heze, é uma estrela da constelação de Virgo (ou Virgem).